# Az-Zafaranijja
Az-Zafaranijja (arab. الزعفرانية) – miejscowość w Syrii, w muhafazie Hims. W 2004 roku liczyła 5102 mieszkańców.